# Лоза (Поморське воєводство)
Лоза (пол. Łoza) — село в Польщі, у гміні Старий Тарґ Штумського повіту Поморського воєводства.
Населення — 172 особи (2011).
У 1975-1998 роках село належало до Ельблонзького воєводства.

## Демографія
Демографічна структура станом на 31 березня 2011 року:
|          | Загалом | Допрацездатний вік | Працездатний вік | Постпрацездатний вік |
| -------- | ------- | ------------------ | ---------------- | -------------------- |
| Чоловіки | 91      | 29                 | 58               | 4                    |
| Жінки    | 81      | 19                 | 47               | 15                   |
| Разом    | 172     | 48                 | 105              | 19                   |